# Jane Darling
Jane Darling (Klášterec nad Ohří, Ústí nad Labem; 26 de septiembre de 1980) es una actriz pornográfica y modelo erótica checa retirada.

## Carrera
Jane Darling inició su carrera en la industria pornográfica en 2001 a los 20 años de edad. Jane realizó más de 400 películas, y gran parte de ellas incluyen escenas de doble penetración y sexo interracial.
Ha actuado bajo una variedad de nombres artísticos que incluyen, además de Jane Darling, Jan Durlink, Jane Dulkirnm, Jane Durlink, Sandy Taylor, Jana Red, Jana Darling y Jane Durlmak.
Fue nominada tres veces al Premio AVN y una vez al Premio FICEB.
La película de 2004 The Private Life of Jane Darling lleva su nombre artístico. Ha aparecido en más de 30 películas para Private Media Group. Protagonizó las películas Lex on Blondes 2 y Pole Position: Lex POV 10 con Lexington Steele, entre otras.
El 30 de julio de 2004, Jane Darling y otros cuatro artistas del entretenimiento para adultos fueron arrestados en México y luego expulsados de dicho país por realizar negocios con visas de turistas. Darling y las otras cuatro estrellas porno europeas estaban visitando al referido país para asistir al Festival de Cine Erótico de México.
En 2005 protagonizó el papel de Anaïs en la película para televisión francesa Surprise Party.

## Filmografía (selección)
- 2003: Rocco: Animal Trainer 11
- 2004: The Private Life of Jane Darling
- 2004: Fishnets 1
- 2004: Big Natural Breasts 2
- 2006: Prime Cups 1
- 2006: Die Witwe der Camorra
- 2007: Lex on Blondes 2
- 2007: French Connexion

## Premios y nominaciones
| Año  | Premio        | Resultado | Categoría                                         | Película              |
| ---- | ------------- | --------- | ------------------------------------------------- | --------------------- |
| 2003 | Premios AVN   | Nominada  | Mejor escena de sexo en una producción extranjera | Bacchanal             |
| 2003 | Premios AVN   | Nominada  | Mejor escena de sexo oral – Video                 | Blowjob Impossible 4  |
| 2004 | Premios FICEB | Nominada  | Premio Ninfa: Mejor actriz de reparto             | Belladona's Fuck Me   |
| 2005 | Premios AVN   | Nominada  | Artista femenina extranjera del año               | —                     |
| 2005 | Premios AVN   | Nominada  | Mejor escena de sexo en una producción extranjera | Internal Cumbustion 5 |
| 2005 | Premios FICEB | Nominada  | Premio Ninfa: Mejor actriz de reparto             | House of Shame        |
| 2007 | Premios AVN   | Nominada  | Artista femenina extranjera del año               | —                     |